# Jean-Baptiste Lynch
Pour les personnes ayant le même patronyme, voir Lynch.
Jean-Baptiste Lynch, né le 3 juin 1749 à Bordeaux et mort le 15 août 1835 à Dauzac en Médoc, est comte de l'Empire, maire de Bordeaux, pair de France.
Magistrat puis président aux requêtes au parlement de Bordeaux sous Louis XVI, Lynch s'oppose à la Révolution française et est emprisonné sous la Terreur.
Nommé en 1808 maire de Bordeaux, Lynch est d'abord dévoué à Napoléon. Mais, en 1813, il contacte les agents royalistes ; en 1814, il livre la ville aux Britanniques. Louis XVIII le fait pair de France.

## Biographie

### Les débuts

Armoiries des Lynch.

Jean-Baptiste Lynch est né en 1749, fils de « Thomas Lynch, écuyer, et de dame Pétronille Drouillard », issu d'une famille d'origine anglaise, anciennement établie en Irlande dans la région de Galway, ville dont 84 maires sont de la famille Lynch. D'ancienne mais petite noblesse, les Lynch catholiques ont dû fuir les persécutions et se réfugier à Bordeaux au XVIIe siècle,. John Lynch, officier dans l'armée irlandaise, le grand-père de Jean-Baptiste, s'y installe et se fait naturaliser en 1710 ; il n'y réussit pas son intégration commerciale, mais le père de Jean-Baptiste, Thomas Lynch, fait un riche mariage en épousant la fille du trésorier Pierre Drouillard ; il reçoit de Louis XV des lettres de naturalisation, et en 1755 des lettres de reconnaissance de noblesse. Un frère de Jean-Baptiste, Thomas-Michel Lynch, est plus tard député de tendance royaliste au Conseil des Cinq-Cents en 1796-1797 ; sa sœur Peggy Elise Lynch épouse l'industriel François-Patrice Mitchell ; leur cousin Thomas Lynch Jr est un des signataires de la Déclaration d'indépendance des États-Unis.
Jean-Baptiste Lynch est destiné par son père à devenir avocat. Il est nommé conseiller au parlement de Bordeaux en décembre 1770, et il y est reçu en 1771. Il épouse en 1779 Claire Le Berthon, la fille de M. Le Berthon ou Leberthon, premier président au parlement, et devient ensuite président aux requêtes. Il représente le parlement de Bordeaux en 1781 à la cour de Louis XVI.
Lorsque son beau-père est élu député aux États généraux de 1789, il l'accompagne à Paris et professe hautement ses opinions, qui lui valent d'être emprisonné pendant la Terreur. Il est libéré après Thermidor,.

### Maire de Bordeaux

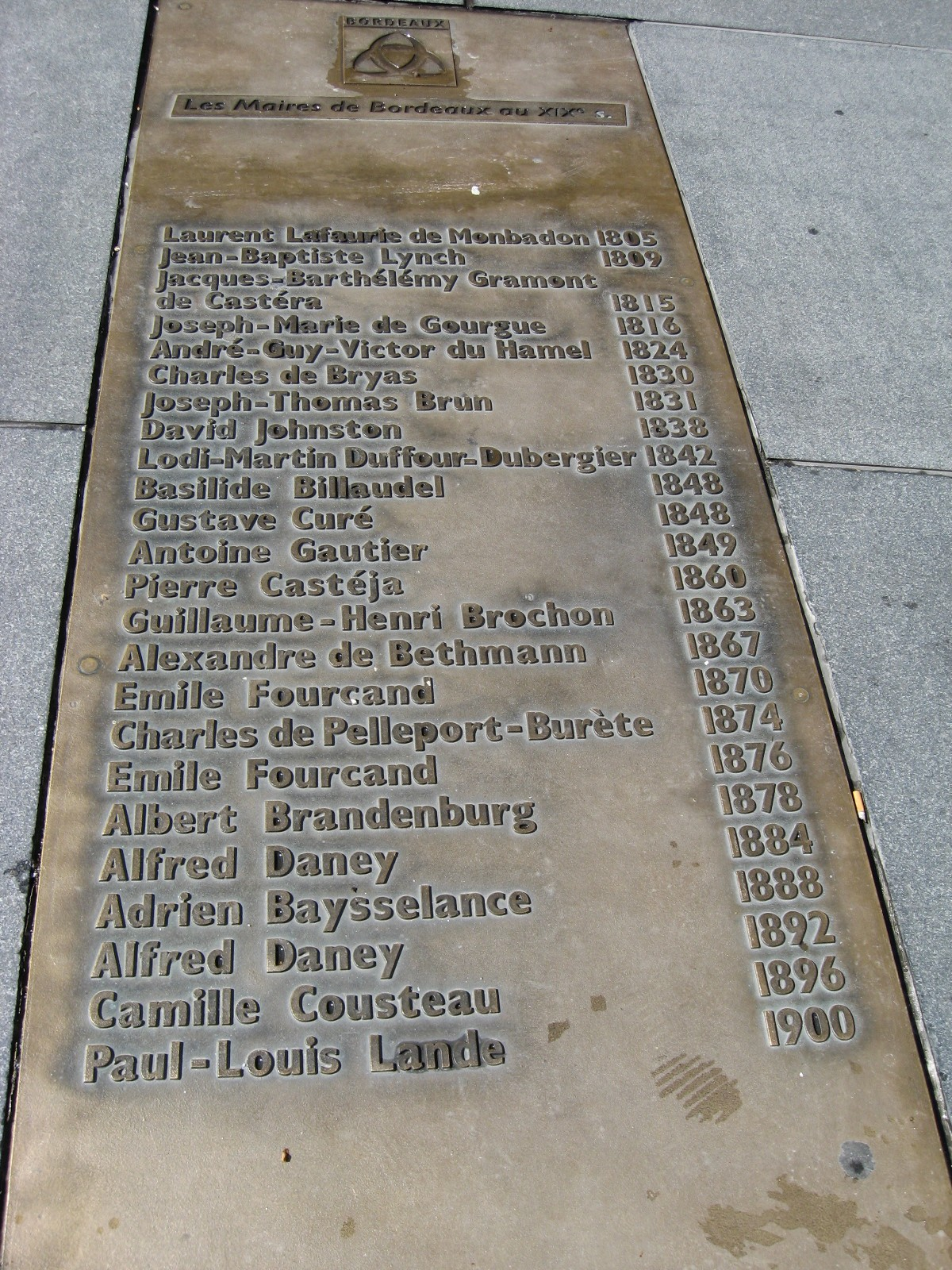
J.B. Lynch est le 2e de cette liste des maires de Bordeaux au XIXe siècle, plaque place Pey Berland, Bordeaux

Nommé conseiller général sous le Consulat, Jean-Baptiste Lynch est nommé par l'Empereur maire de Bordeaux en 1808. Il devient ensuite comte de l'Empire et chevalier de la Légion d'honneur. Il est dévoué à Napoléon qui parle de lui comme l'un de ses meilleurs magistrats.

### Lynch livre la ville

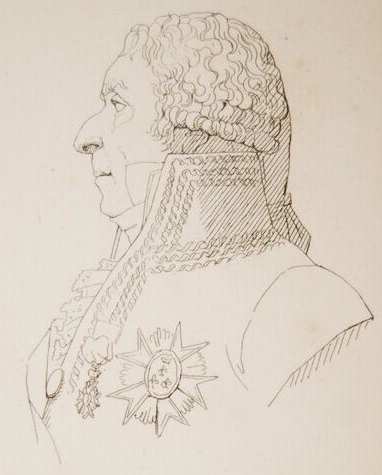
Buste de Lynch par Gois, gravure de Frémy.

Lynch choisit de rallier les Bourbons et de n'être pas fidèle à Napoléon, en reniant les serments qu'il lui a faits comme maire de Bordeaux et comme membre de la Légion d'honneur. Il entre en contact à Paris et à Bordeaux, en 1813, avec plusieurs royalistes dont Taffard de Saint-Germain, un agent de Louis XVIII,. En mars 1814, les Britanniques approchent de Bordeaux. Le 12 du même mois, après avoir laissé des appuis sûrs à l'hôtel de ville, Lynch va au-devant du général anglais William Carr Beresford qui avec 6 000 hommes accompagne le duc d’Angoulême, abandonne son écharpe tricolore pour une écharpe blanche et rentre dans Bordeaux, présente les Britanniques comme des alliés et entraîne la population aux cris de « Vive le Roi ! ». Le 12 mars, il publie une proclamation invitant à voir en Louis XVIII un « monarque père du peuple » ; le jour même, le duc d'Angoulême rentre à Bordeaux. Lynch est nommé temporairement préfet de la Gironde, du 21 au 29 mars.
Le duc de Wellington renie plus tard l'approbation anglaise pour une Restauration, le gouvernement britannique préférant traiter avec Napoléon, titulaire du pouvoir en place. Les bordelais doivent assumer seuls leur attachement à la maison de Bourbon : le maire, le comte Lynch se rétracte donc à propos du soutien de l'armée britannique mais continue à soutenir les Bourbon. Le drapeau blanc flotte notamment sur la mairie.
Louis XVIII reçoit ensuite Lynch aux Tuileries et l'élève à la dignité de Grand-croix de la Légion d'honneur. Pendant les Cent-Jours, Lynch s'enfuit en Angleterre : Napoléon revenu annonce qu'il pardonne à tous, excepté à ses deux « plus grands ennemis », Lynch et Lainé,.
Lynch revient en France à la seconde Restauration ; Louis XVIII le crée Pair de France. À la Chambre haute, il vote pour la mort du maréchal Ney et soutient la politique du gouvernement jusqu'en 1830. Il se retire alors sur ses terres du Médoc, mais sort de sa retraite pour soutenir les anciens ministres de Charles X mis en accusation. En Médoc, il possède avec son frère le domaine viticole constituant les actuels Château Dauzac, Château Lynch-Bages et Château Lynch-Moussas.
Jean-Baptiste Lynch meurt sur sa terre de Dauzac en Médoc (Gironde) le 15 août 1835,.

## Écrits
- De l'Esprit du siècle, s.l.n.d.
- Correspondance au sujet des événements qui ont eu lieu à Bordeaux, dans le mois de mars 1814, août 1814.
- Rapport sur les événements de Bordeaux de mars 1815, Versailles, 1815.
- Notice sur le baron de Montesquieu, 1824.
- Simple vœu, 1831.
- Quelques considérations politiques, 1833.

## Armoiries
| Figure | Blasonnement |
|        | Armes des Lynch de Galway D'azur, au chevron d'or, acc. de trois trèfles du même. |
|        | Armes du comte de Lynch et de l'Empire (décret du 15 août 1810, lettres patentes du 22 octobre 1810, signées à Fontainebleau) D'azur au chevron d'or, accompagné de trois trèfles du même et surmonté d'un comble d'argent, à trois rosesde gueules, feuillées de sinople, chargé d'un croissant de sable posé au point d'honneur : « franc-quartier » des comtes maires. Pour livréesbleu, jaune, blanc, rouge. |
|        | Armes du comte Lynch, pair de France (17 septembre 1815, comte et pair héréditaire le 31 août 1817) D'azur, au chevron d'or, accompagné de trois trèfles du même, au chef d'argent, chargé de trois roses de gueules, au croissant de sable, brochant sur la cime du chevron et sur le chef,. |

## Sources bibliographiques
- « Lynch (Jean-Baptiste, comte) », dans Adolphe Robert et Gaston Cougny, Dictionnaire des parlementaires français, Edgar Bourloton, 1889-1891 [détail de l’édition], tome IV, p. 205.
- Michaud, Biographie universelle ancienne et moderne..., Paris, Thoisnier Desplaces, 1843-1865, tome 25, pages 556-558.
- « Lynch (Le comte Jean-Baptiste) », dans Gerrit Van Lennep, Pierre Louis Pascal Jullian, Philippe Lesbroussart, Galerie historique des contemporains, ou Nouvelle biographie, tome 6, Aug. Wahlen et Cie, 1819, pp. 348-349 [lire en ligne].
- « Lynch, un maire d'origine irlandaise », dans Histoire des maires de Bordeaux, Les Dossiers d'Aquitaine, 2008, 523 pages  (ISBN 2846221715 et 9782846221719), p. 281-286 [lire en ligne].
- André Deforges, Les Illustres de Bordeaux : catalogue, vol. 2, Bordeaux, Dossiers d'Aquitaine, 2014, 80 p. (ISBN 978-2-84622-255-6, présentation en ligne).
- Bibliothèque nationale de France, Catalogue général.